# Melas Chasma

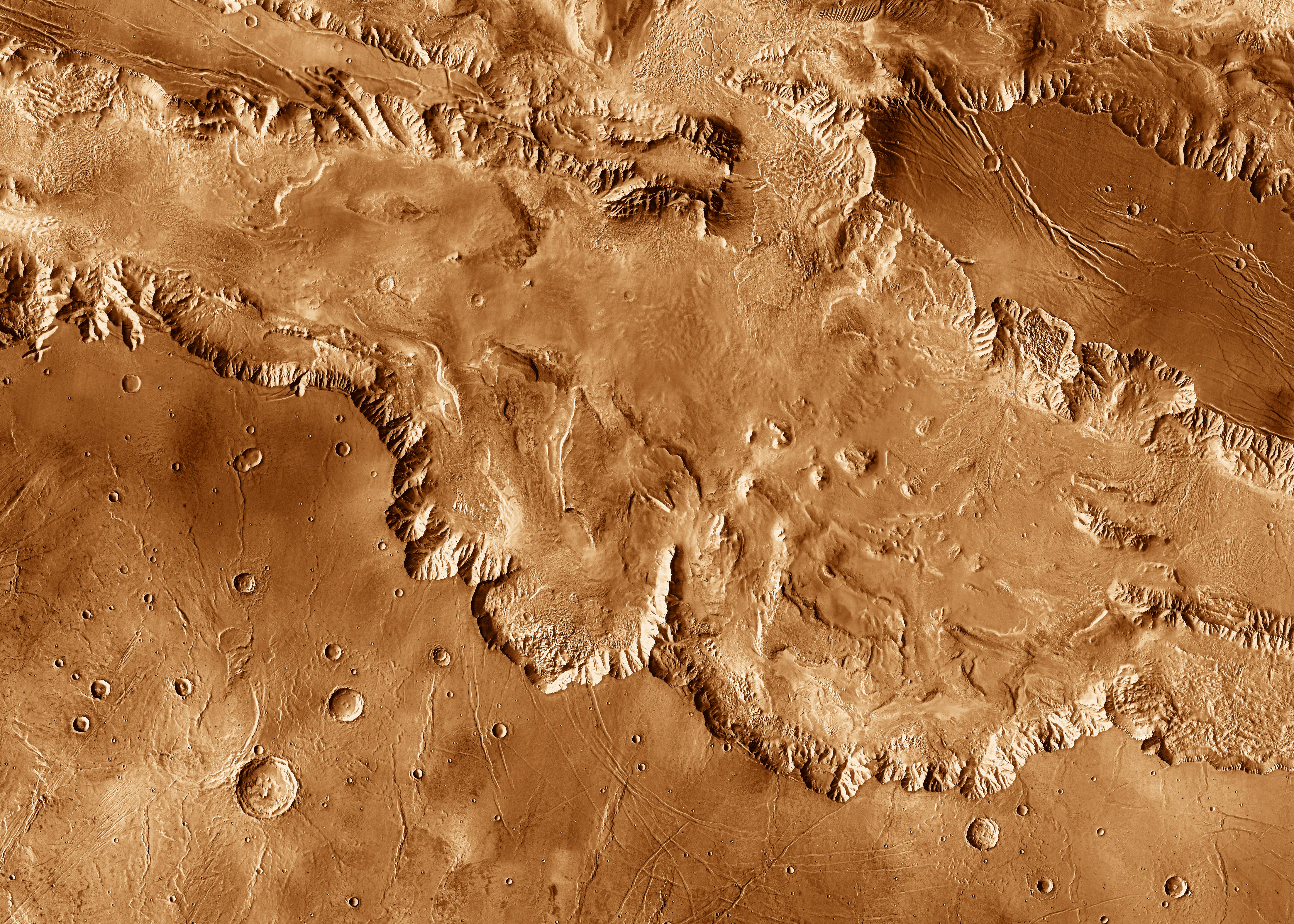

Il Melas Chasma è una delle principali valli che compongono il sistema delle Valles Marineris, su Marte. Si estende principalmente in direzione est-ovest, correndo parallelamente al Candor e all'Ophir Chasma, entrambi situati più a nord; è ad est dello Ius Chasma.
Il suo letto è ricco (70%) di materiale relativamente giovane, probabilmente cenere vulcanica modellata dal vento; è inoltre presente del materiale dovuto all'erosione delle pareti. Al centro del canyon è presente una cresta montuosa di modeste dimensioni che divide in due la valle. Si tratta della zona più profonda di tutte le Valles Marineris, con un'altitudine minima di -11 km rispetto al livello del terreno circostante; da qui dipartono diversi canali diretti verso le pianure più settentrionali.
Sul letto dei canyon minori che separano il Candor Chasma dal Melas Chasma sono presenti depositi alluvionali, o comunque materiali precipitati sul fondo delle valli in seguito al ritiro dei ghiacci entro cui erano disciolti. Sono inoltre presenti rocce di origine vulcanica fortemente erose dagli agenti atmosferici.